# Eleanor Butler
Eleanor Butler, född 1665, död okänt år efter 1684, var en irländsk straffånge som blev slav genom att gifta sig med en manlig svart slav i Maryland år 1681. Hennes fall blev berömt och föremål för ett fall 1770 när hennes ättlingar stämde staten utifrån principen att avkomlingarna till en vit kvinna inte kunde vara slavar. 
Eleanor Butler kom till Maryland som straffånge från Irland, och tjänade under Marylands guvernör Charles Calvert, 3:e baron Baltimore. 1681 förklarade hon att hon tänkte gifta sig med en svart slav vid namn Charles. Lagen från 1664 sade att en fri kvinna som gifte sig med en slav automatiskt blev slav så länge hennes makes ägare levde, medan hennes barn blev slavar på livstid. 
Guvernören ogillade tanken på att en vit kvinna skulle bli slav, och fick istället kolonins styrande råd att avskaffa 1664 års lag och införa en ny, som löste frågan genom att helt enkelt ogiltigförklara äktenskap mellan vita kvinnor och manliga slavar. Eleanor Butler gifte sig dock med Charles innan 1681 års lag gick igenom, vilket innebar att hon själv blev slav till Charles ägare, William Boarman. Paret fick åtta barn, som alla blev slavar. Hennes dödsår och senare liv är okänt. Det uppges kort att hennes sysslor som slav blev att spinna och agera barnmorska. 
År 1770 stämde hennes barnbarnsbarn Mary Butler och hennes make William delstaten Maryland i ett så kallat Freedom suit. De hävdade att avkomlingarna till en vit kvinna inte kunde vara slavar. De förlorade målet, men stämningarna från Eleanor Butlers avkomlingar fortsatte. År 1787 stämde Mary Butlers dotter med samma namn Maryland och vann målet. Mary Butler den yngre stämde också med hänvisning till att hon var avkomling till en vit kvinna, men hon vann inte målet på grund av detta. Domstolen ansåg att ett sådant precedensfall skulle få oönskade konsekvenser. Istället förklarade domstolen Mary Butler fri med hänvisning till att det inte fanns bevis på att Eleanor Butler hade ingått ett lagligt äktenskap med Charles och att 1664 års lag därmed inte borde ha tillämpats på henne från början, vilket innebar att fallet inte blev ett precedensfall.